# Primera División (Chile) 1991
Die Primera División 1991, auch unter dem Namen 1991 Campeonato Nacional de Fútbol Profesional bekannt, war die 59. Saison der Primera División, der höchsten Spielklasse im Fußball in Chile.
Die Meisterschaft gewann das Team von CSD Colo-Colo, das den 18. Meisterschaftstitel gewinnen konnte. Für die Copa Libertadores qualifizierte sich neben Titelverteidiger Colo-Colo auch der Zweitplatzierte und Aufsteiger Coquimbo Unido und über die Liguilla zur Copa Libertadores Universidad Católica. Für die erstmals ausgetragene Copa Conmebol 1992 nahm der Viertplatzierte CD O’Higgins teil. Die Copa Chile Digeder 1991 gewann Universidad Católica.
Der  Tabellenletzte Santiago Wanderers und der Vorletzte der Tabelle Provincial Osorno stiegen in die zweite Liga ab.

## Modus
Die 16 Teams spielen jeder gegen jeden mit Hin- und Rückspiel. Meister ist die Mannschaft mit den meisten Punkten und qualifiziert sich für die Copa Libertadores. Bei Punktgleichheit entscheidet ein Entscheidungsspiel um die bessere Position, wenn es um die Meisterschaft geht. In den anderen Fällen entscheidet das Torverhältnis. Die letzten zwei Teams der Tabelle steigen in die zweite Liga ab. Der Dritt- und Viertletzte der Tabelle spielen eine Liguilla mit zwei Zweitligateams. Der Erstplatzierte dieser Liguilla spielt in der Folgesaison erstklassig, die anderen beiden Teams zweitklassig. Der zweite Startplatz der Copa Libertadores wird durch eine Liguilla, an der die Mannschaften der Plätze 2 bis 5 teilnehmen, ausgespielt. Bei Punktgleichheit des ersten oder zweiten Platzes gibt es ein Entscheidungsspiel. Das bestplatzierte Team, das nicht für die Copa Libertadores qualifiziert ist, nimmt an der Copa Conmebol teil.

## Teilnehmer
Die Absteiger der Vorsaison Deportes Iquique, CD Huachipato und Naval de Talcahuano wurden durch die Aufsteiger Provincial Osorno, Coquimbo Unido und Deportes Antofagasta ersetzt. Folgende Vereine nahmen daher an der Meisterschaft 1991 teil:
| Mannschaft           | Stadt             |
| -------------------- | ----------------- |
| Deportes Antofagasta | Antofagasta       |
| CD Cobreloa          | Calama            |
| CD Cobresal          | El Salvador       |
| CSD Colo-Colo        | Santiago de Chile |
| Coquimbo Unido       | Coquimbo          |
| Deportes Concepción  | Concepción        |
| Deportes La Serena   | La Serena         |
| Everton              | Viña del Mar      |
| Fernández Vial       | Concepción        |
| CD O’Higgins         | Rancagua          |
| Provincial Osorno    | Osorno            |
| CD Palestino         | Santiago de Chile |
| Unión Española       | Santiago de Chile |
| Universidad Católica | Santiago de Chile |
| Universidad de Chile | Santiago de Chile |
| Santiago Wanderers   | Valparaíso        |

## Tabelle
| Pl.                                | Verein                   | Sp. | S  | U  | N  | Tore    | Diff. | Punkte |
| ---------------------------------- | ------------------------ | --- | -- | -- | -- | ------- | ----- | ------ |
| 1.                                 | CSD Colo-Colo (M, P)     | 30  | 18 | 8  | 4  | 057:250 | +32   | 44     |
| 2.                                 | Coquimbo Unido (N)       | 30  | 15 | 9  | 6  | 041:310 | +10   | 39     |
| 3.                                 | Universidad Católica     | 30  | 16 | 6  | 8  | 054:380 | +16   | 38     |
| 4.                                 | CD O’Higgins             | 30  | 15 | 7  | 8  | 050:330 | +17   | 37     |
| 5.                                 | Fernández Vial           | 30  | 13 | 6  | 11 | 028:330 | −5    | 32     |
| 6.                                 | CD Cobreloa              | 30  | 13 | 5  | 12 | 057:400 | +17   | 31     |
| 7.                                 | Deportes Concepción      | 30  | 11 | 9  | 10 | 043:490 | −6    | 31     |
| 8.                                 | Deportes Antofagasta (N) | 30  | 8  | 13 | 9  | 022:240 | −2    | 29     |
| 9.                                 | CD Palestino             | 30  | 7  | 15 | 8  | 039:430 | −4    | 29     |
| 10.                                | Deportes La Serena       | 30  | 11 | 6  | 13 | 042:560 | −14   | 28     |
| 11.                                | CD Cobresal              | 30  | 8  | 11 | 11 | 043:350 | +8    | 27     |
| 12.                                | Unión Española           | 30  | 10 | 7  | 13 | 050:490 | +1    | 27     |
| 13.                                | Everton                  | 30  | 10 | 7  | 13 | 035:390 | −4    | 27     |
| 14.                                | Universidad de Chile     | 30  | 7  | 9  | 14 | 036:390 | −3    | 23     |
| 15.                                | Provincial Osorno (N)    | 30  | 5  | 9  | 16 | 035:660 | −31   | 19     |
| 16.                                | Santiago Wanderers (N)   | 30  | 3  | 13 | 14 | 026:580 | −32   | 19     |
| Quelle: rsssf.org, Stand: Endstand |                          |     |    |    |    |         |       |        |

| (M) | Vorjahresmeister     |
| (P) | Vorjahrespokalsieger |
| (N) | Aufsteiger           |

## Beste Torschützen
| Rang | Spieler                | Klub                | Tore |
| ---- | ---------------------- | ------------------- | ---- |
| 1    | Rubén Martínez         | CSD Colo-Colo       | 23   |
| 2    | Aníbal González        | Unión Española      | 22   |
| 3    | Juan Carlos Almada     | Deportes Concepción | 21   |
|      | Carlos Gustavo de Luca | CD O’Higgins        | 21   |
|      | Marco Antonio Figueroa | CD Cobreloa         | 21   |

## Liguilla um die Copa Libertadores

### Pre-Liguilla-Playoffs
|                      | Gesamt |                      | Hinspiel | Rückspiel |
| -------------------- | ------ | -------------------- | -------- | --------- |
| Deportes Antofagasta | 3:1    | CD Cobreloa          | 0:0      | 3:1       |
| Deportes Concepción  | 3:2    | Fernández Vial       | 1:0      | 2:2       |
| CD O’Higgins         | 3:2    | Universidad Católica | 1:0      | 1:1       |

Neben den drei Siegern der Playoffs qualifizierte sich Universidad Católica aufgrund der besten Platzierung in der Ligatabelle als viertes Team für die Ligiulla.

### Liguilla
| Pl. | Verein               | Sp. | S | U | N | Tore    | Diff. | Punkte |
| --- | -------------------- | --- | - | - | - | ------- | ----- | ------ |
| 1.  | Universidad Católica | 3   | 3 | 0 | 0 | 008:200 | +6    | 06     |
| 2.  | CD O’Higgins         | 3   | 1 | 1 | 1 | 002:300 | −1    | 03     |
| 3.  | Deportes Antofagasta | 3   | 1 | 0 | 2 | 003:400 | −1    | 02     |
| 4.  | Deportes Concepción  | 3   | 0 | 1 | 2 | 002:600 | −4    | 01     |

## Relegation

### Relegationsliguilla
| Pl. | Verein                    | Sp. | S | U | N | Tore    | Diff. | Punkte |
| --- | ------------------------- | --- | - | - | - | ------- | ----- | ------ |
| 1.  | Everton (1)               | 3   | 2 | 1 | 0 | 004:100 | +3    | 05     |
| 2.  | Universidad de Chile (1)  | 3   | 2 | 0 | 1 | 007:200 | +5    | 04     |
| 3.  | CD Soinca Bata (2)        | 3   | 1 | 1 | 1 | 004:300 | +1    | 03     |
| 4.  | Deportes Puerto Montt (2) | 3   | 0 | 0 | 3 | 001:100 | −9    | 0      |

Da die beiden Erstligisten Platz 1 und 2 belegten, gab es keine weiteren Absteiger bzw. Aufsteiger.